# Condado de Washington (Oregon)
O Condado de Washington (em inglês:  Washington County) é um dos 36 condados do estado americano do Oregon. A sede e maior cidade do condado é Hillsboro. Foi fundado em 1844.
O condado possui uma área de 1 881 km², dos quais 1 876 km² estão cobertos por terra e 6 km² por água, uma população de 529 710 habitantes, e uma densidade populacional de 282,4 hab/km² (segundo o censo nacional de 2010). É o segundo condado mais populoso do Oregon.